# Bengt Andersson (1795–1853)
Bengt Andersson, född 1 februari 1795 i Västra Tunhems församling, Älvsborgs län, död 12 juni 1853 i Vänersborgs församling, Älvsborgs län, var en svensk handlare och riksdagsman.
Bengt Andersson var verksam som handlare i Vänersborg och var även riksdagsman i borgarståndet för Vänersborgs stad, Varbergs stad och Alingsås stad vid riksdagen 1834/35. Han var då bland annat ledamot i statsutskottet.